# Topologie geometrică
În matematică, prin topologie geometrică se înțelege studiul varietăților multi-dimensionale și derivatele lor.  Subiectele cele mai reprezentative sunt Teoria nodurilor și Teoria grupului benzilor.  În general, a devenit sinonim, de-a lungul timpului cu topologia de dimensiuni reduse, în particular cu obiecte tri- și cuadri-dimensionale.